# Депіляція

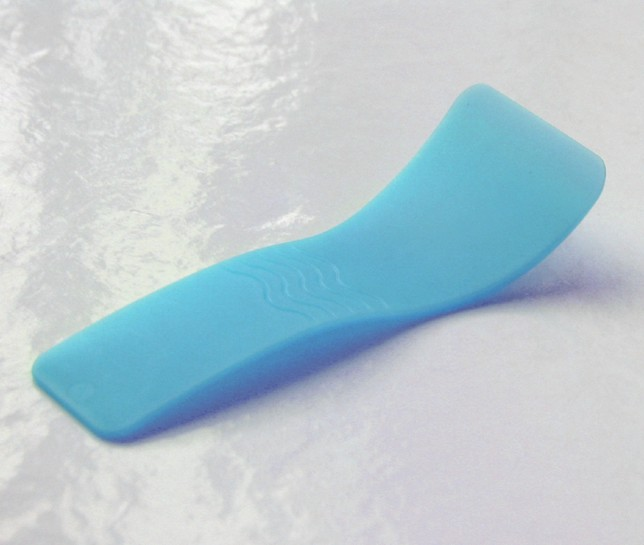
Скребок для проведення хімічної депіляції

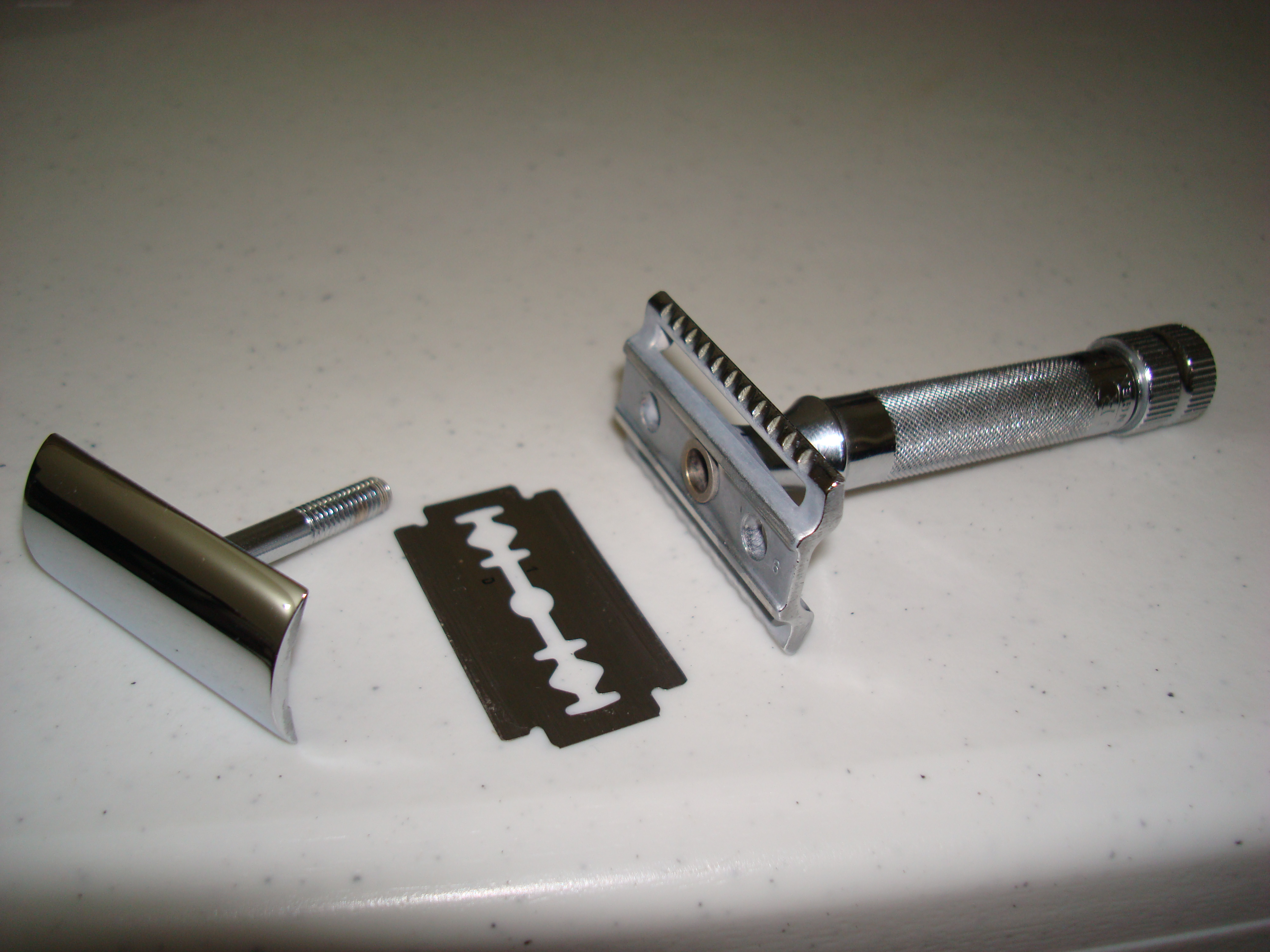
Безпечна бритва для депіляції

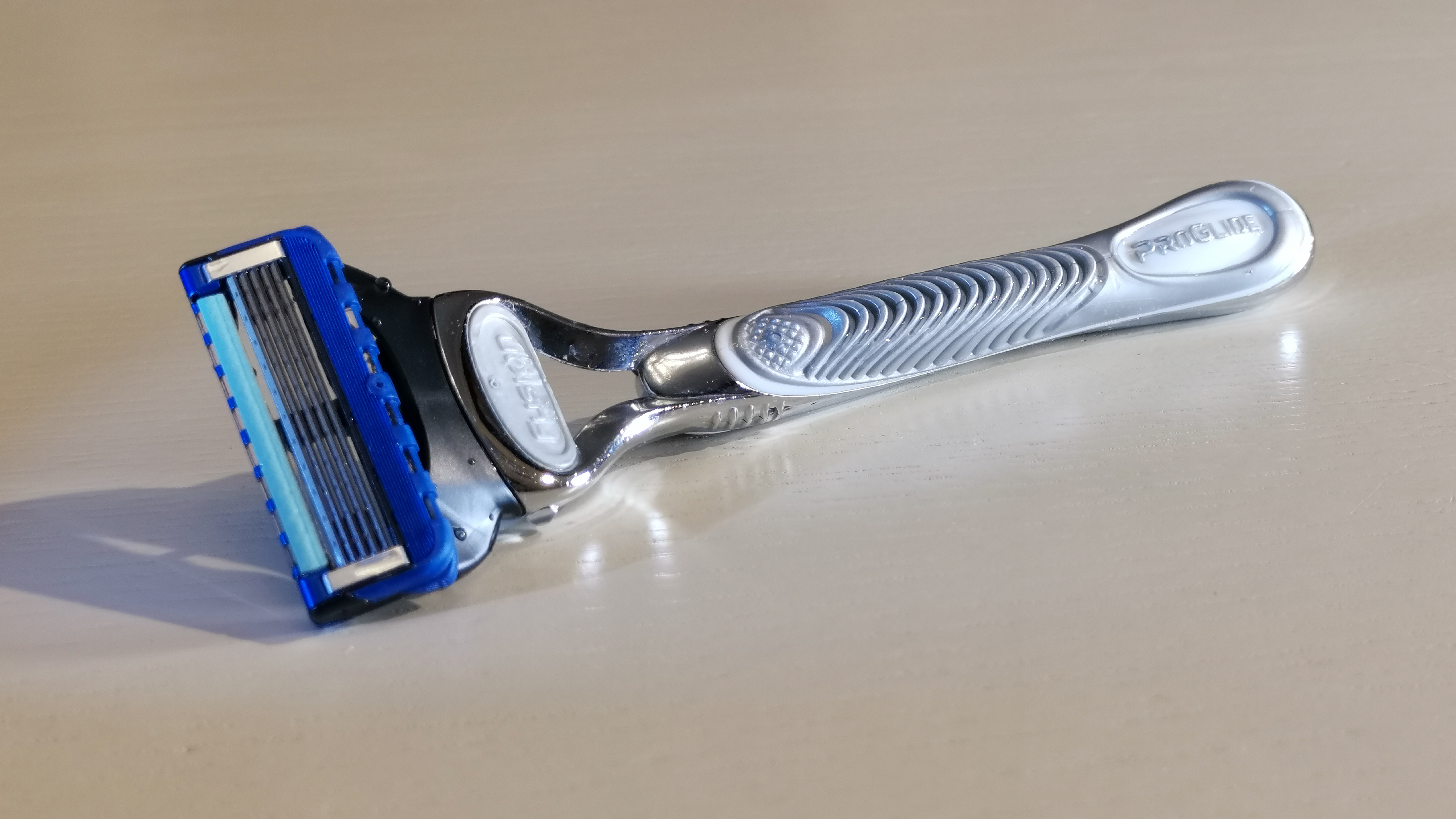
Станок фірми Gillette

Депіля́ція (лат. depilatio, від depilare — «вискубувати», «видаляти волосся») — термін, яким називають методи видалення волосся, за допомогою яких видаляється тільки видима частина волосини. Депіляцію слід відрізняти від епіляції, при якій здійснюється вплив на корінь волосини.
Найбільш поширеним методом депіляції є гоління. Також поширеним методом є використання хімічних засобів (хімічна депіляція), наприклад, шляхом депіляції спеціальними кремами, лосьйонами або піною.

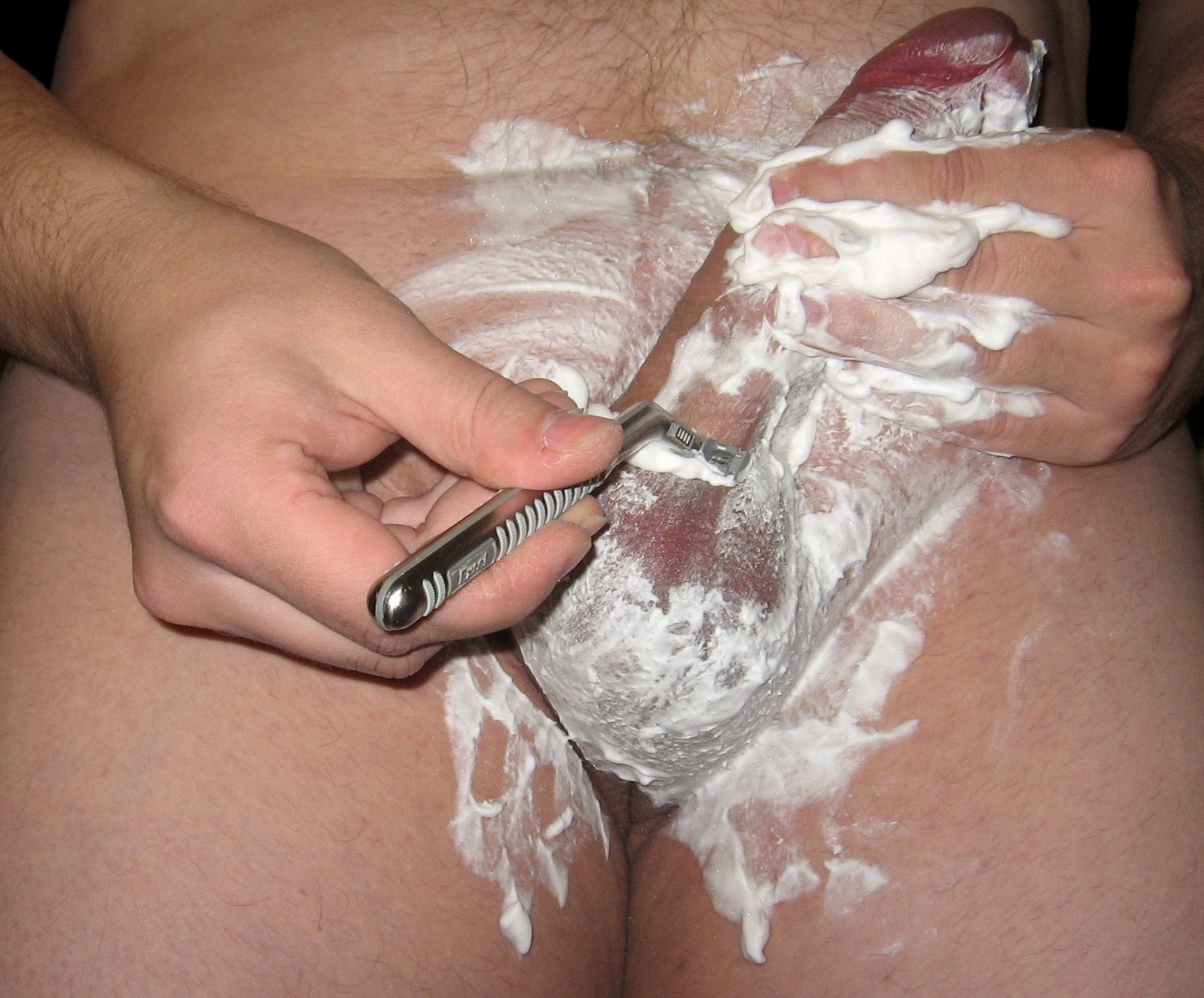
Чоловіче інтимне гоління

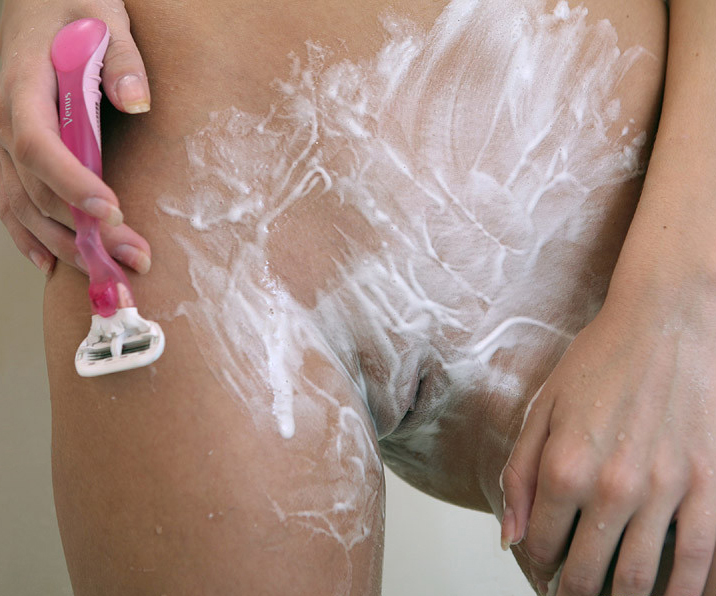
Жіноче інтимне гоління

Крем для видалення волосся — суміш м'яких каустично хімічних речовин, які містять натрій і тіогліколят кальцію, або тіогліколят калію. Ці речовини призначені для розщеплення волосся на рівні трохи нижче поверхні шкіри. Принцип дії кремів для депіляції дуже простий. Потрібно рівномірно розподілити крем по зонах із зайвим волоссям, трохи почекати і зішкребти шкребком масу разом із волосками.
Переваги хімічної депіляції:
- Недорого.
- Швидко.
- Безболісний метод видалення волосся.
- Легко реалізувати без досвіду або професійної допомоги.
- Можна зробити в домашніх умовах.

Недоліки:
- Ефект триває короткий час. Ріст волосся починається, протягом 2-5 днів.
- Хімічні креми для видалення волосся, як правило, мають неприємний запах.
- Крем може викликати подразнення шкіри.

В обох випадках (депіляції бритвою, хімічна депіляція), волосся виростає знову протягом короткого проміжку часу. На відміну від депіляції — метод епіляції видаляє волосся разом з коренем на довгий час.

## Історія депіляції
Депіляція є практикою, яка існує вже століттями і має свої коріння в різних культурах по всьому світу. Процедура видалення волосся з тіла має як практичні, так і культурні основи. Практика видалення волосся була відома і застосовувалася в різних цивілізаціях, таких як Стародавній Єгипет, Греція, Рим, Індія, Персія та багато інших.
Стародавні єгиптяни вважаються одними з перших, хто регулярно видаляв волосся з тіла. Єгипетські жінки з різних соціальних верств видаляли волосся з усього тіла, включаючи голову, обличчя, ноги та пахви. Історична документація у вигляді ієрогліфів та скульптур, що зображують єгипетських жінок, свідчить, що депіляція була важливою частиною їхнього догляду за собою та естетики.
У Стародавній Греції депіляція також була популярною, особливо серед жінок. Грецькі жінки видаляли волосся з різних частин тіла і надавали великого значення гладкій та безволосій шкірі. Депіляція була ознакою чистоти та естетики, а гладка шкіра вважалася ознакою краси.
Також Стародавні римляни приділяли велику увагу видаленню волосся. Як жінки, так і чоловіки видаляли волосся з тіла, використовуючи різні методи, такі як воскові стрічки, бритва, пемза або навіть хімічні засоби. Гладка шкіра вважалася ознакою гігієни, а депіляція була загальноприйнятою соціальною практикою.
У інших частинах світу також практикувалася депіляція. Наприклад, у Стародавній Індії жінки видаляли волосся з тіла за допомогою сумішей трав та рослин, які також мали доглядаючі властивості для шкіри. У Персії депіляція також була поширеною, і жінки застосовували різні техніки, такі як воскові стрічки або витягування волосків ниткою.
Процедури видалення волосся еволюціонували протягом століть, і разом з технологічним прогресом та соціальними змінами з'являлися нові методи та засоби депіляції. Революцією для жінок стала поява першої реклами жіночого станка для гоління в 1915 році. Під час Другої світової війни, коли американки не мали доступу до поширених панчіх, вони просто почали голити ноги. Популярними методами XIX століття були воскова депіляція та гоління. За світовими тенденціями ХХІ століття лазерна депіляція стала проривом в історії депіляції. Відкриття явища селективної фототермолізу виявилося революційним для лазерної депіляції. Ця формула означає, що світлова енергія перетворюється на теплову, діючи «вибірково» на волос. Це стало справжнім винаходом у лазерній депіляції, оскільки процедури перестали негативно впливати на шкіру, спричиняючи набряки, деформацію кровоносних судин, численні синці. Лазерна депіляція перестала пошкоджувати шкіру під час процедури і стала безпечною.